# Gordion

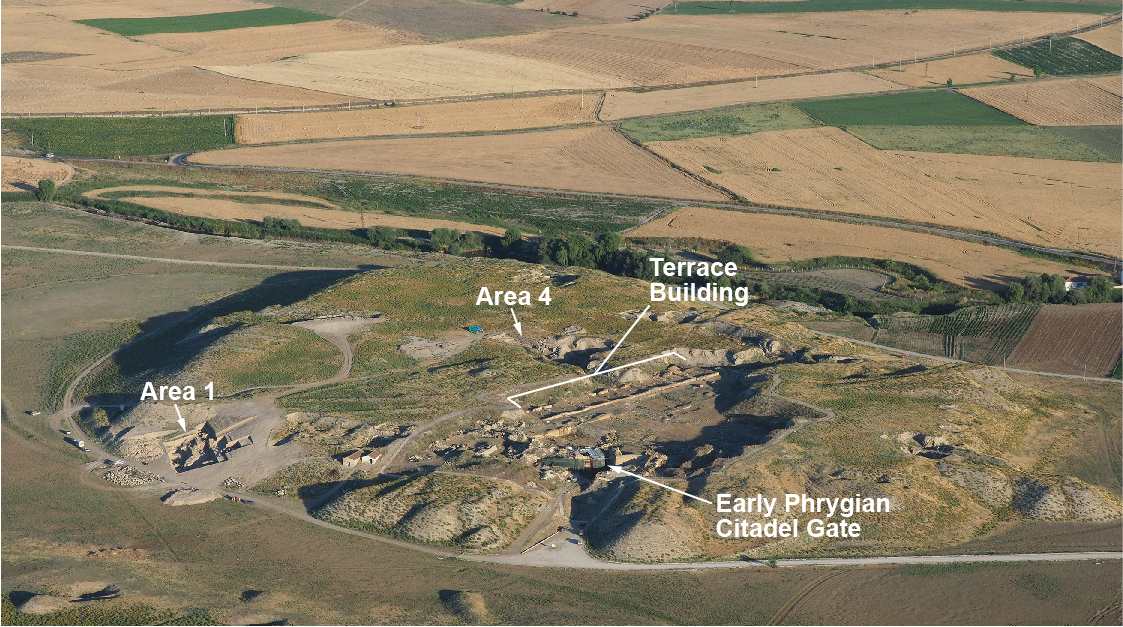
Letecký pohled na Citadelu

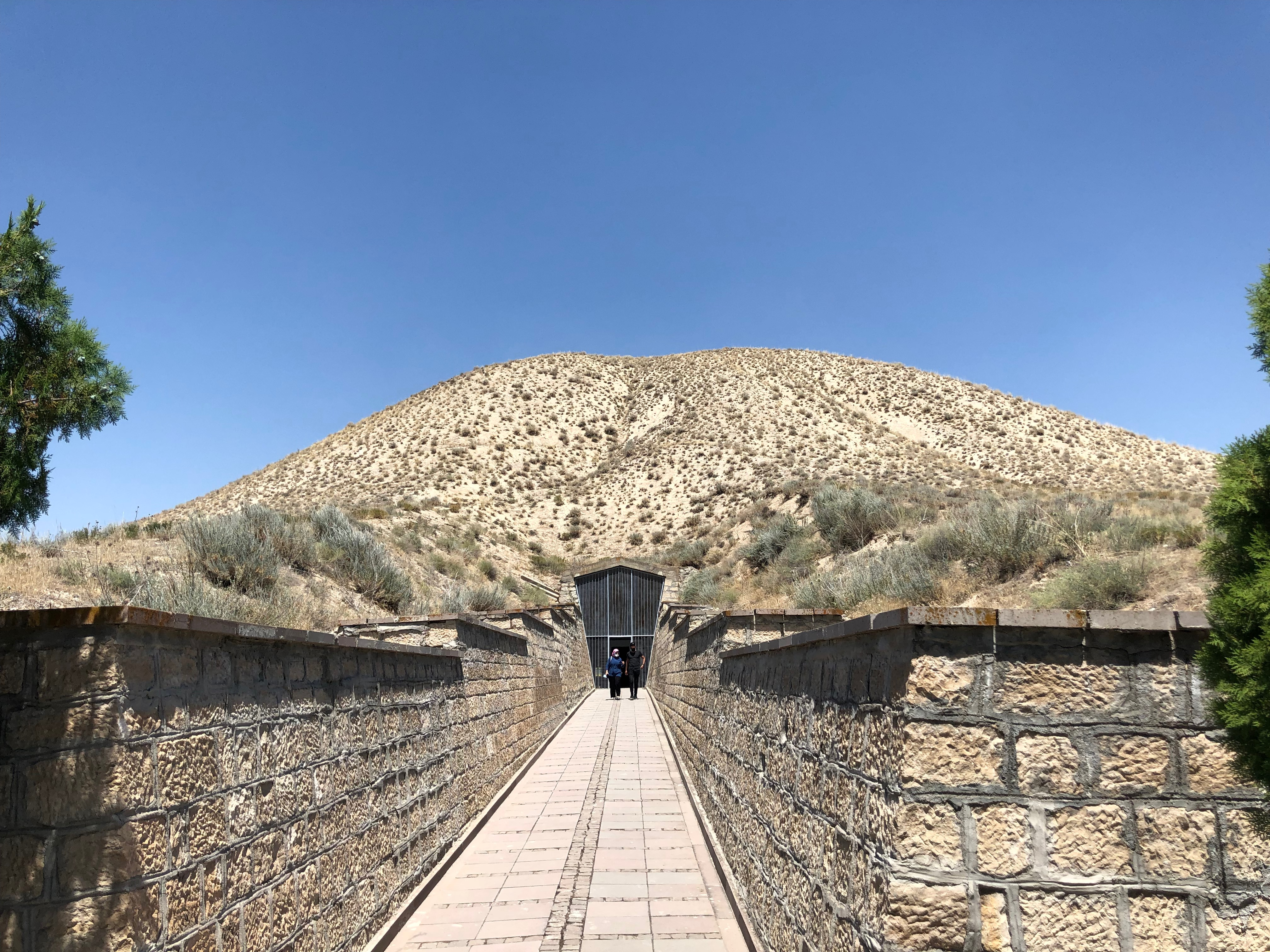
Midasova mohyla

Gordion je zaniklé starověké město, jež bývalo hlavním městem království Frýgie v Malé Asii (dnes na území Turecka). Leželo na soutoku řek Sakarya a Porsuk. Gordion je název převzatý od Řeků, sami Frýgové město nazývali Gordum (tedy slovem, které znamenalo prostě "město"). Místo bylo obýváno od starší doby bronzové (asi 2300 př. n. l.) nepřetržitě až do 4. století. Pak bylo na dlouhá léta opuštěno. Lidé se na místo vrátili znovu až ve 13. století, ale nikdy již nevzniklo v místě víc než malá ves. Dochovaná stovka tumulů (nejstarší zhruba z roku 850 př. n. l., nejmladší z 6. století) je důležitým důkazem pohřební praxe během doby železné. I jádro starověkého města, Citadela, je na umělé vyvýšenině.

## Historie
Vzniklo ještě v předfrýgické éře, je doloženo, že bylo součástí již Chetitské říše. Po pádu této říše místo obsadili Frýgové, asi ve 12. století př. n. l. V době železné na místo přišli migranti z Balkánu, patrně Brygové. Od 9. století př. n. l. se stalo hlavním městem Frýgie. Frýgové na hlavní vyvýšenině (Citadele) postavili megarony, v nichž byly nalezeny podlahové mozaiky s geometrickými vzory - patří k nejstarším mozaikám svého druhu na světě. Někdy mezi lety 800-700 př. n. l. město postihla velká katastrofa, pravděpodobně vyplenění Kimmeriy, ale rychle se znovu obnovilo a rozlilo až na svou maximální rozlohu 100 hektarů. V této době Frýgie sehrávala roli klíčové maloasijské mocnosti. Nejslavnějším králem tohoto období byl Midas, který se ujal vlády zřejmě okolo roku 740 př. n. l. Podle řeckého historika Hérodota byl král Midas prvním cizincem, který obětoval v Apollónově svatyni v Delfách. Právě Midas dal pravděpodobně postavit největší tumulus v Gordionu, přes padesát metrů vysoký, s průměrem 300 metrů. Objeven byl až roku 1957 a je zván Tumulus MM, nebo Midasova mohyla. Midas do něj patrně pohřbil svého otce Gordiase, s nímž je spojena pověst o gordickém uzlu. Podle Strabóna spáchal král Midas sebevraždu vypitím býčí krve, když Kimmerové obsadili město (zde je ovšem problém, že radikarbonová metoda datování posunula velké zničení Gordionu před Midasovu vládu, čili buď Strabónovy informace nesedí, anebo archeology indikovaná velká katastrofa nebyla výsledkem úderu Kimmeriů, ale například běžného požáru, v což věří hodně odborníků). Pokud k útoku Kimmeriů došlo v Midasově éře, zdá se, že neměl dlouhodobé následky a Frýgie udržela pozici hlavního anatolského státu. Až v 6. století př. n. l. se objevila silná konkurence v podobě království Lýdie. Roku 546 př. n. l. expanzi obou lokálních mocností ovšem ukončil vpád Achaimenovské říše. Gordion ztratil nezávislost a postavení hlavního města, ale nadále relativně prosperoval a objevovaly se nové stavby. Ve 4. století však přišel rozklad, který způsobilo snad zejména zemětřesení, možná také úder řecké Sparty pod vedením Agésilaa II. Jisté je, že poté město ztrácí frýgický charakter. Byly nalezeny stopy uctívání řeckých bohů, jež v místě vzniklo patrně v souvisloti s tažením Alexandra Velikého v roce 333 př. n. l. (tehdy měl dle pověsti Alexandr v gordionském chrámu mečem rozetnout slavný gordický uzel). V polovině 3. století př. n. l. město obsadili (patrně bez boje) keltští Galatové. Znovu opuštěno bylo někdy během 1. století př. n. l. Ve 2. století město znovu osídlili Římané, ti mizí ve 4. století. Ve středověku se objevuje jen řídké vesnické osídlení. První archeologické vykopávky v místě začaly roku 1900. Během řecko-turecké války v letech 1919-1922 byla Citadela použita jako vojenské opevnění.